# Zee Cine Award/Beste Tonaufzeichnung
Der Zee Cine Award Best Sound Recording ist eine Kategorie des indischen Filmpreises Zee Cine Award.
Der Zee Cine Award Best Sound Recording wird von der Jury gewählt. Der Gewinner wird in der Verleihung bekanntgegeben. Die Verleihung findet jedes Jahr im März statt.
Liste der Gewinner:
| Jahr | Gewinner                        | Film                    |
| ---- | ------------------------------- | ----------------------- |
| 1998 | Rakesh Ranjan                   | Pardes                  |
| 1999 |                                 |                         |
| 2000 | Jagmohan Anand                  | Daag - The Fire         |
| 2001 |                                 |                         |
| 2002 |                                 |                         |
| 2003 | Robert Taylor                   | Saathiya                |
| 2004 | Kuldip Sood (Empire Studio)     | Baghban                 |
| 2005 | Hitendra Ghosh (Gaurav Digital) | Swades                  |
| 2006 | Empire Studio                   | Bunty Aur Babli         |
| 2007 | -                               | -                       |
| 2008 | Baylon Ponseca                  | Shootout at Lokhandwala |